# Live at the Bayside Social Club
Live at the Bayside Social Club è il primo album dal vivo dei Bayside, pubblicato il 30 settembre 2008 dalla Victory Records. È stato pubblicato contemporaneamente al loro quarto album in studio, Shudder.
Il disco contiene 13 brani suonati durante l'esibizione della band ai SIR Studios di New York, tenuta davanti ad alcuni membri del Bayside Social Club, il fanclub ufficiale dei Bayside.

## Tracce
1. They're Not Horses, They're Unicorns – 4:49
2. Blame It on Bad Luck – 3:48
3. Duality – 3:58
4. Masterpiece – 4:28
5. Carry On – 5:20
6. The Walking Wounded – 3:52
7. Montauk – 4:03
8. Dear Your Holiness – 4:04
9. Don't Call Me Peanut – 5:07
10. I and I – 5:01
11. They Looked Like Strong Hands – 4:55
12. Hello Shitty – 1:14
13. Devotion and Desire – 4:54

## Formazione
- Anthony Raneri – voce, chitarra ritmica
- Jack O'Shea – chitarra solista, cori
- Nick Ghanbarian – basso, cori
- Chris Guglielmo – batteria, percussioni

## Classifiche
| Classifica (2008)         | Posizione massima |
| ------------------------- | ----------------- |
| Stati Uniti (independent) | 41                |